# Zheng Long
Zheng Long (Qingdao, 15 de abril de 1988), é um futebolista Chinês que atua como meia. Atualmente, joga pelo Guangzhou Evergrande.

## Títulos

### Clube
- Super Liga Chinesa: 2013, 2014, 2015, 2016
- Liga dos Campeões da AFC: 2013, 2015